# Eduskunta

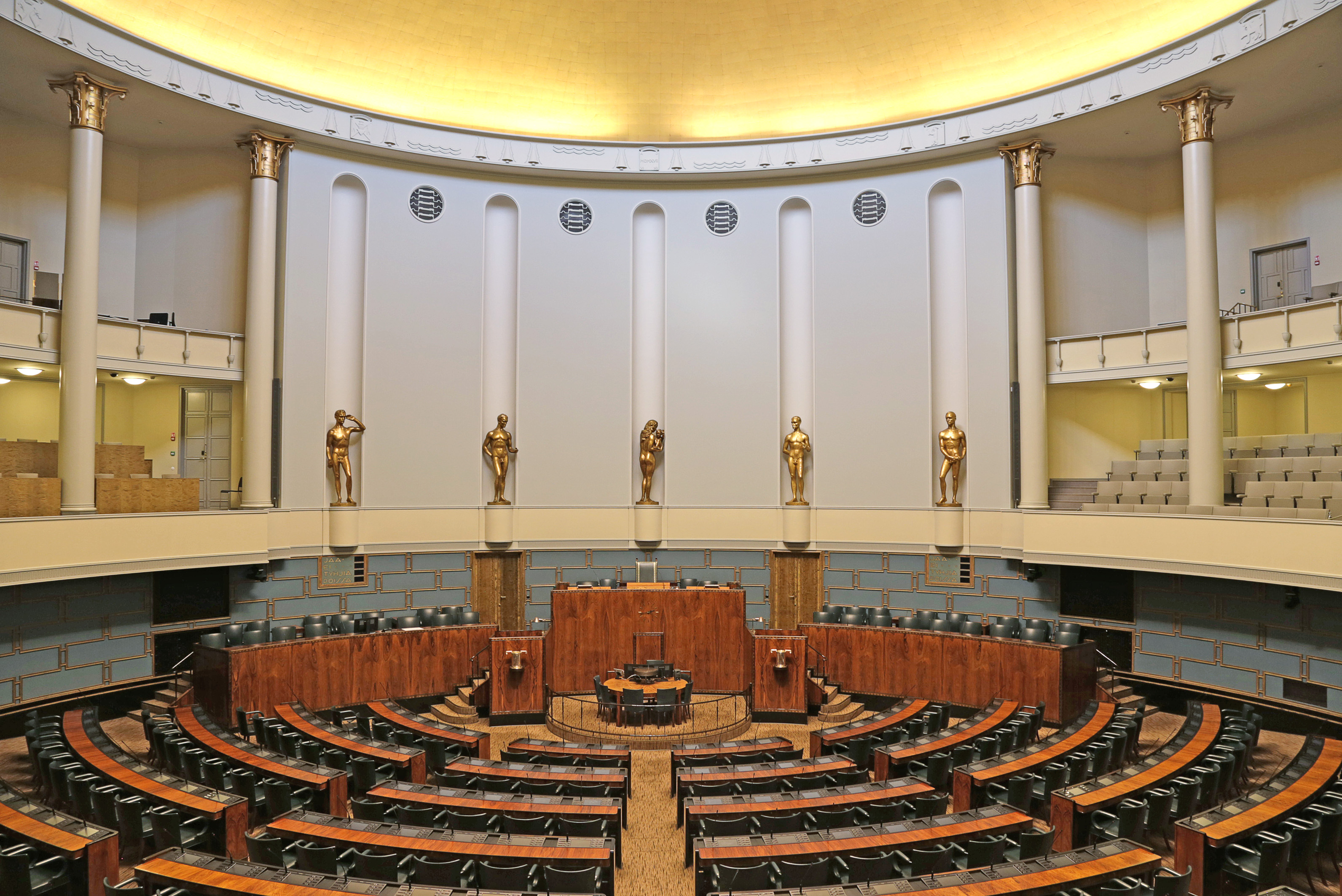
Aula parlamentare

L'Eduskunta (Riksdagen in svedese) è il parlamento monocamerale della Repubblica di Finlandia, composto da 200 membri con sede a Helsinki nella cosiddetta eduskuntatalo (lett. "casa del parlamento").

## Costituzione
Secondo la Costituzione finlandese, i 200 membri del parlamento unicamerale costituiscono l'organo che detiene il potere legislativo nel paese, ottenuto tramite elezioni a suffragio universale. Il parlamento approva le leggi, prende decisioni sul bilancio dello stato, ratifica i trattati internazionali e supervisiona le attività del Governo. È anche facoltà del parlamento modificare la costituzione.
L'iniziativa legislativa può essere presa dal governo o da un membro del parlamento. Per le modifiche costituzionali gli emendamenti devono essere approvati due volte, in due differenti periodi elettorali, divisi da una elezione.
I membri del parlamento godono dell'immunità parlamentare: ciò implica che non possano essere perseguiti o arrestati per le loro azioni senza l'approvazione del parlamento stesso, a parte rare eccezioni.

## Elezioni parlamentari
I 200 membri del parlamento sono eletti direttamente dal popolo con sistema elettorale proporzionale. La legislatura ha una durata di 4 anni. Un tempo le elezioni si svolgevano in due giornate ma attualmente si è scelto di votare in un solo giorno, più precisamente la terza domenica del mese di marzo. È comunque possibile votare prima del giorno dell'elezione nella maggior parte degli uffici postali.
Hanno diritto di elettorato attivo tutti i cittadini che hanno compiuto i 18 anni, mentre il diritto di voto è garantito ai cittadini che hanno raggiunto il diciottesimo anno di età con eccezione del personale militare e dei giudici. I candidati sono scelti dai partiti politici tramite referendum o elezioni primarie.
La Finlandia è divisa in 16 distretti elettorali, e il numero di candidati per distretto dipende dalla popolazione. Gli uffici che rappresentato lo Stato nelle province preparano in ogni distretto una lista dei candidati e approvano i risultati elettorali. Il responsabile ultimo delle elezioni è il Ministro della Giustizia.
In ogni distretto elettorale sono calcolati i voti per ogni partito, alleanza o coalizione e sono assegnati i seggi secondo il metodo proporzionale che va sotto il nome di metodo D'Hondt.
Il Presidente della Repubblica può, su proposta del Primo ministro e consultati i gruppi parlamentari, chiedere lo scioglimento anticipato della camera.

## Formazione del governo
Il Presidente della Repubblica conduce negoziazioni sulla formazione del nuovo governo con il Presidente del Parlamento e con i rappresentanti dei gruppi parlamentari. Secondo la costituzione, infatti, il parlamento elegge il Primo ministro che è nominato dal Presidente della Repubblica. Gli altri ministri sono nominati dal Presidente della Repubblica su proposta del Primo ministro.
Prima dell'elezione del capo del governo, i gruppi parlamentari discutono il programma politico e la composizione dello stesso. Sulla base di queste discussioni e dopo aver consultato il Presidente del parlamento e i gruppi politici, il Presidente della Repubblica informa il parlamento della nomina di un candidato Primo ministro. Esso è confermato se è sostenuto dalla maggioranza dei voti in parlamento.

## Sessioni
La sessione annuale del parlamento generalmente inizia in febbraio ed è divisa in due parti, la prima da gennaio a giugno, la seconda da settembre a dicembre. All'inizio della sessione annuale i leader politici partecipano ad una cerimonia nella cattedrale di Helsinki, cerimonia che prosegue nella sede del parlamento dove la sessione parlamentare è ufficialmente aperta.
Il primo giorno di sessione, il parlamento nomina un proprio presidente e due vice. Questa elezione interna è presieduta dal parlamentare più vecchio in termini di età. Il presidente ed i vice prestano giuramento in seguito alla nomina.
All'inizio del periodo elettorale sono nominate le Commissioni per preparare i lavori parlamentari sulle singole materie. Ogni sessione annuale il parlamento elegge i rappresentanti finlandesi al Consiglio Nordico e al Consiglio d'Europa.

## Storia
Il parlamento unicamerale è stato istituito con una legge del 1906, quando la Finlandia era un granducato autonomo sotto lo zar di Russia. Prima dell'Eduskunta esisteva la “Dieta Finlandese”.
La Finlandia ha dichiarato la sua indipendenza il 6 dicembre 1917 e nell'inverno del 1918 è scoppiata la guerra civile finlandese, nella quale monarchici, repubblicani e comunisti hanno lottato per quale forma di governo adottare. Nel luglio del 1919 la Finlandia è diventata una repubblica ma ampi poteri furono concessi al Presidente della Repubblica.

## Maggiori partiti politici
Grazie ad un sistema elettorale molto favorevole, in Finlandia si sono sviluppati molti partiti politici per ogni sfumatura ideologica. Tuttavia, tra questi, pressoché cinque dominano quasi costantemente la politica nazionale. Essi sono:
- Il Partito Socialdemocratico Finlandese (SDP), di centro-sinistra e socialdemocratico, è espressione della classe lavoratrice urbana ma anche, in parte, dei piccoli agricoltori, dei colletti bianchi e dei professionisti.

- Vasemmistoliitto (VAS), di sinistra, creato nel maggio del 1990 dall’Unione di Lega Democratica Popolare Finlandese, Partito Comunista Finlandese e Lega Democratica delle Donne Finlandesi, da cui il nome letterale “Alleanza di Sinistra”.

- Il Partito di Centro Finlandese (KESK), ovviamente centrista, è tradizionale espressione degli interessi rurali.

- Il Partito di Coalizione Nazionale (KOK), di centro-destra e liberal-conservatore, che trae forza dagli ambienti imprenditoriali e professionali.

- Veri Finlandesi (PS), di destra-estrema destra e conservatore, che trae forza dagli ambienti nazionalisti, euro-scettici ed ultra-conservatori.